# Nederlandse kampioenschappen schaatsen allround 2007
De Nederlandse kampioenschappen schaatsen allround 2007 werden op 23 en 24 december 2006 gereden in Thialf, Heerenveen.
Titelverdedigers waren de Nederlands kampioenen van 2006 in Utrecht, Wieteke Cramer en Mark Tuitert. Kampioenen van 2007 werden Sven Kramer en Ireen Wüst.

## Dag 1

### 500 meter vrouwen
| rang   | schaatsster          | tijd  |
| ------ | -------------------- | ----- |
| Goud   | Ireen Wüst           | 39,28 |
| Zilver | Natasja Bruintjes    | 40,15 |
| Brons  | Paulien van Deutekom | 40,47 |
| 4      | Laurine van Riessen  | 40,50 |
| 5      | Jorien Voorhuis      | 40,55 |

### 500 meter mannen
| rang   | schaatser       | tijd  |
| ------ | --------------- | ----- |
| Goud   | Erben Wennemars | 35,92 |
| Zilver | Mark Tuitert    | 36,31 |
| Brons  | Sjoerd de Vries | 36,50 |
| 4      | Sven Kramer     | 36,55 |
| 5      | Yuri Solinger   | 36,82 |

### 3000 meter vrouwen
| rang   | schaatsster          | tijd    |
| ------ | -------------------- | ------- |
| Goud   | Renate Groenewold    | 4.03,83 |
| Zilver | Ireen Wüst           | 4.04,64 |
| Brons  | Marja Vis            | 4.09,69 |
| 4      | Paulien van Deutekom | 4.10,79 |
| 5      | Gretha Smit          | 4.10,86 |

### 5000 meter mannen
| rang   | schaatser          | tijd    |
| ------ | ------------------ | ------- |
| Goud   | Sven Kramer        | 6.22,16 |
| Zilver | Carl Verheijen     | 6.24,59 |
| Brons  | Wouter Olde Heuvel | 6.27,96 |
| 4      | Bob de Jong        | 6.30,67 |
| 5      | Rintje Ritsma      | 6.31,13 |

## Dag 2

### 1500 meter vrouwen
| rang   | schaatsster          | tijd    |
| ------ | -------------------- | ------- |
| Goud   | Ireen Wüst           | 1.55,88 |
| Zilver | Renate Groenewold    | 1.59,56 |
| Brons  | Paulien van Deutekom | 1.59,78 |
| 4      | Marja Vis            | 1.59,89 |
| 5      | Ingeborg Kroon       | 2.00,27 |

### 1500 meter mannen
| rang   | schaatser       | tijd    |
| ------ | --------------- | ------- |
| Goud   | Erben Wennemars | 1.47,16 |
| Zilver | Sven Kramer     | 1.47,70 |
| Brons  | Mark Tuitert    | 1.48,21 |
| 4      | Ben Jongejan    | 1.48,60 |
| 5      | Carl Verheijen  | 1.48,75 |

### 5000 meter vrouwen
| rang   | schaatsster       | tijd    |
| ------ | ----------------- | ------- |
| Goud   | Renate Groenewold | 7.06,33 |
| Zilver | Gretha Smit       | 7.07,41 |
| Brons  | Ireen Wüst        | 7.08,28 |
| 4      | Marja Vis         | 7.14,22 |
| 5      | Tessa van Dijk    | 7.18,85 |

### 10.000 meter mannen
| rang   | schaatser          | tijd     |
| ------ | ------------------ | -------- |
| Goud   | Carl Verheijen     | 13.08,99 |
| Zilver | Sven Kramer        | 13.16,20 |
| Brons  | Bob de Jong        | 13.33,04 |
| 4      | Wouter Olde Heuvel | 13.34,55 |
| 5      | Rintje Ritsma      | 13.36,67 |

## Eindklassement

### Mannen
| Rang   | Schaatser           | Punten  | 500m       | 5000m        | 1500m        | 10.000m       |
| ------ | ------------------- | ------- | ---------- | ------------ | ------------ | ------------- |
| Goud   | Sven Kramer         | 150.476 | 36,55 (4)  | 6.22,16 (1)  | 1.47,70 (2)  | 13.16,20 (2)  |
| Zilver | Carl Verheijen      | 151.688 | 37,53 (12) | 6.24,59 (2)  | 1.48,75 (5)  | 13.08,99 (1)  |
| Brons  | Erben Wennemars     | 152.548 | 35,92 (1)  | 6.36,79 (12) | 1.47,16 (1)  | 13.44,58 (8)  |
| 4      | Mark Tuitert        | 152.712 | 36,31 (2)  | 6.32,13 (7)  | 1.48,21 (3)  | 13.42,38 (7)  |
| 5      | Wouter Olde Heuvel  | 153.383 | 37,32 (10) | 6.27,96 (3)  | 1.49,62 (7)  | 13.34,55 (4)  |
| 6      | Rintje Ritsma       | 154.849 | 37,67 (16) | 6.31,13 (5)  | 1.51,70 (21) | 13.36,67 (5)  |
| 7      | Ben Jongejan        | 154.929 | 37,21 (9)  | 6.36,16 (10) | 1.48,60 (4)  | 13.58,07 (10) |
| 8      | Tom Prinsen         | 155.004 | 38,16 (21) | 6.31,56 (6)  | 1.50,01 (10) | 13.40,37 (6)  |
| 9      | Jochem Uytdehaage   | 155.279 | 37,55 (13) | 6.32,72 (8)  | 1.51,45 (17) | 13.46,15 (9)  |
| 10     | Bob de Jong         | 155.725 | 38,89 (24) | 6.30,67 (4)  | 1.51,35 (16) | 13.33,04 (3)  |
| 11     | Ralph de Haan       | 156.476 | 37,91 (19) | 6.35,39 (9)  | 1.51,19 (14) | 13.59,28 (11) |
| 12     | Rhian Ket           | 158.777 | 37,18 (8)  | 6.46,90 (21) | 1.49,15 (6)  | 14.50,49 (12) |
| NC13   | Sjoerd de Vries     | 113.561 | 36,50 (3)  | 6.44,45 (20) | 1.49,85 (9)  |               |
| NC14   | Bjarne Rykkje       | 114.335 | 37,16 (7)  | 6.41,05 (16) | 1.51,21 (15) |               |
| NC15   | Sicco Janmaat       | 114.340 | 37,59 (14) | 6.37,24 (13) | 1.51,08 (13) |               |
| NC16   | Frank Vreugdenhil   | 114.457 | 37,68 (17) | 6.38,37 (14) | 1.50,82 (12) |               |
| NC17   | Yuri Solinger       | 114.554 | 36,82 (5)  | 6.51,21 (24) | 1.49,84 (8)  |               |
| NC18   | Jan Hessel Boermans | 115.584 | 37,51 (11) | 6.48,58 (23) | 1.51,65 (20) |               |
| NC19   | Eelco Bakermans     | 115.738 | 37,83 (18) | 6.47,18 (22) | 1.51,57 (18) |               |
| NC20   | Ralf van der Rijst  | 115.773 | 38,36 (22) | 6.42,20 (17) | 1.51,58 (19) |               |
| NC21   | Ted-Jan Bloemen     | 115.991 | 38,02 (20) | 6.38,38 (15) | 1.54,40 (25) |               |
| NC22   | Michael Kaatee      | 116.089 | 37,61 (15) | 6.55,99 (25) | 1.50,64 (11) |               |
| NC23   | Boris Kusmirak      | 116.175 | 39,04 (25) | 6.36,52 (11) | 1.52,45 (22) |               |
| NC24   | Arnaud Venema       | 116.382 | 38,42 (23) | 6.44,09 (19) | 1.52,66 (23) |               |
| NC25   | Arjen van der Kieft | 118.092 | 39,74 (26) | 6.43,92 (18) | 1.53,88 (24) |               |
| NS3    | Berden de Vries     |         | 37,10 (6)  | 7.01,22 (26) | NS           |               |

### Vrouwen
| Rang   | Schaatsster          | Punten  | 500m       | 3000m        | 1500m        | 5000m        |
| ------ | -------------------- | ------- | ---------- | ------------ | ------------ | ------------ |
| Goud   | Ireen Wüst           | 161.507 | 39,28 (1)  | 4.04,64 (2)  | 1.55,88 (1)  | 7.08,28 (3)  |
| Zilver | Renate Groenewold    | 163.644 | 40,62 (7)  | 4.03,83 (1)  | 1.59,26 (2)  | 7.06,33 (1)  |
| Brons  | Marja Vis            | 165.910 | 40,91 (11) | 4.09,69 (3)  | 1.59,89 (4)  | 7.14,22 (4)  |
| 4      | Paulien van Deutekom | 166.443 | 40,47 (3)  | 4.10,79 (4)  | 1.59,78 (3)  | 7.22,49 (6)  |
| 5      | Tessa van Dijk       | 167.139 | 40,86 (10) | 4.13,73 (6)  | 2.00,32 (6)  | 7.18,85 (5)  |
| 6      | Jorien Voorhuis      | 167.740 | 40,55 (5)  | 4.15,16 (8)  | 2.00,78 (8)  | 7.24,04 (7)  |
| 7      | Wieteke Cramer       | 169.573 | 40,81 (8)  | 4.17,01 (9)  | 2.02,14 (11) | 7.32,15 (9)  |
| 8      | Gretha Smit          | 170.507 | 44,15 (18) | 4.10,86 (5)  | 2.05,42 (18) | 7.07,41 (2)  |
| 9      | Helen van Goozen     | 170.968 | 42,39 (17) | 4.14,95 (7)  | 2.04,70 (16) | 7.25,21 (8)  |
| 10     | Ingeborg Kroon       | 171.224 | 40,57 (6)  | 4.19,53 (13) | 2.00,27 (5)  | 7.53,09 (10) |
| NC11   | Laurine van Riessen  | 124.898 | 40,50 (4)  | 4.23,69 (16) | 2.01,35 (10) |              |
| NC12   | Els Murris           | 124.961 | 40,84 (9)  | 4.23,85 (17) | 2.00,44 (7)  |              |
| NC13   | Marrit Leenstra      | 124.983 | 41,27 (12) | 4.20,10 (15) | 2.01,09 (9)  |              |
| NC14   | Janneke Ensing       | 125.576 | 41,30 (13) | 4.19,82 (14) | 2.02,92 (12) |              |
| NC15   | Moniek Kleinsman     | 125.676 | 41,38 (14) | 4.17,42 (10) | 2.04,18 (14) |              |
| NC16   | Diane Valkenburg     | 126.167 | 41,66 (15) | 4.19,03 (12) | 2.04,01 (13) |              |
| NC17   | Natasja Bruintjes    | 126.376 | 40,15 (2)  | 4.28,28 (18) | 2.04,54 (15) |              |
| NC18   | Linda Bouwens        | 126.486 | 41,83 (16) | 4.18,20 (11) | 2.04,87 (17) |              |

* = met val
NC = niet gekwalificeerd
NF = niet gefinisht
NS = niet gestart
DQ = gediskwalificeerd